# Peter Matus
Peter Matus (* 4. November 1985) ist ein australisch-slowakischer Eishockeyspieler, der zuletzt bis 2010 bei Melbourne Ice in der Australian Ice Hockey League unter Vertrag stand.

## Karriere
Peter Matus begann seine Karriere als Eishockeyspieler bei den Melbourne Ice, für die er in den Spielzeiten 2001 bis 2003 in der Australian Ice Hockey League aktiv war. Anschließend spielte er drei Jahre lang in der slowakischen U20-Juniorenliga für den HK Ružinov 99 Bratislava und den HKm Zvolen. Für den HK PPS Detva gab er in der Saison 2006/07 sein Debüt im professionellen Eishockey, als er in 20 Spielen in der 1. Liga, der zweiten slowakischen Spielklasse, zwei Tore erzielt. Daraufhin kehrte der Verteidiger zu seinem Ex-Club Melbourne Ice zurück, für den er bis 2010 spielte und mit dem er 2010 erstmals den Goodall Cup, den australischen Meistertitel, gewann.

### International
Für Australien nahm Matus im Juniorenbereich an der U18-Junioren-D-Weltmeisterschaft 2003 sowie den U20-Junioren-D-Weltmeisterschaften 2003 und 2004 und der U20-Junioren-C-Weltmeisterschaft 2005 teil. Im Seniorenbereich stand er im Aufgebot seines Landes bei den C-Weltmeisterschaften 2004, 2005 und 2006.
Darüber hinaus nahm Matus mit der australischen Inlinehockeynationalmannschaft an der IIHF Inlinehockey-Weltmeisterschaft 2009 teil.

## Erfolge und Auszeichnungen
- 2003 Aufstieg in die Division II bei der U18-Junioren-Weltmeisterschaft der Division III
- 2004 Aufstieg in die Division II bei der U20-Junioren-Weltmeisterschaft der Division III
- 2010 Goodall-Cup-Gewinn mit den Melbourne Ice